# كارل تايلور كومتون
كارل تايلور كومتون (بالإنجليزية: Karl Taylor Compton) ـ (14 سبتمبر 1887 ـ 22 يونيو 1954) هو فيزيائي أمريكي بارز، شغل منصب رئيس معهد ماساتشوستس للتقنية بين عامي 1930 و1948.

## روابط خارجية
- كارل تايلور كومتون على موقع الموسوعة البريطانية (الإنجليزية)
- كارل تايلور كومتون على موقع مونزينجر (الألمانية)
- كارل تايلور كومتون على موقع إن إن دي بي (الإنجليزية)